# Crise na Coreia do Norte em 2017–2018
A Crise nas Coreias em 2017–2018 foi uma crise diplomática iniciada no supracitado ano, quando a República Popular Democrática da Coreia (Coreia do Norte) realizou uma série de testes de mísseis e testes nucleares que demonstraram a capacidade do país de lançar mísseis balísticos além de sua região imediata, e que sugeriram que a capacidade de armas nucleares da Coreia do Norte estava se desenvolvendo a um ritmo mais rápido do que foi avaliado pela Comunidade de Inteligência dos Estados Unidos. Isto, juntamente com um exercício militar regular entre os Estados Unidos e a Coreia do Sul realizado em agosto, bem como as ameaças de retaliação dos EUA, aumentaram as tensões internacionais na região e além.

## Antecedentes

### Programa nuclear norte-coreano

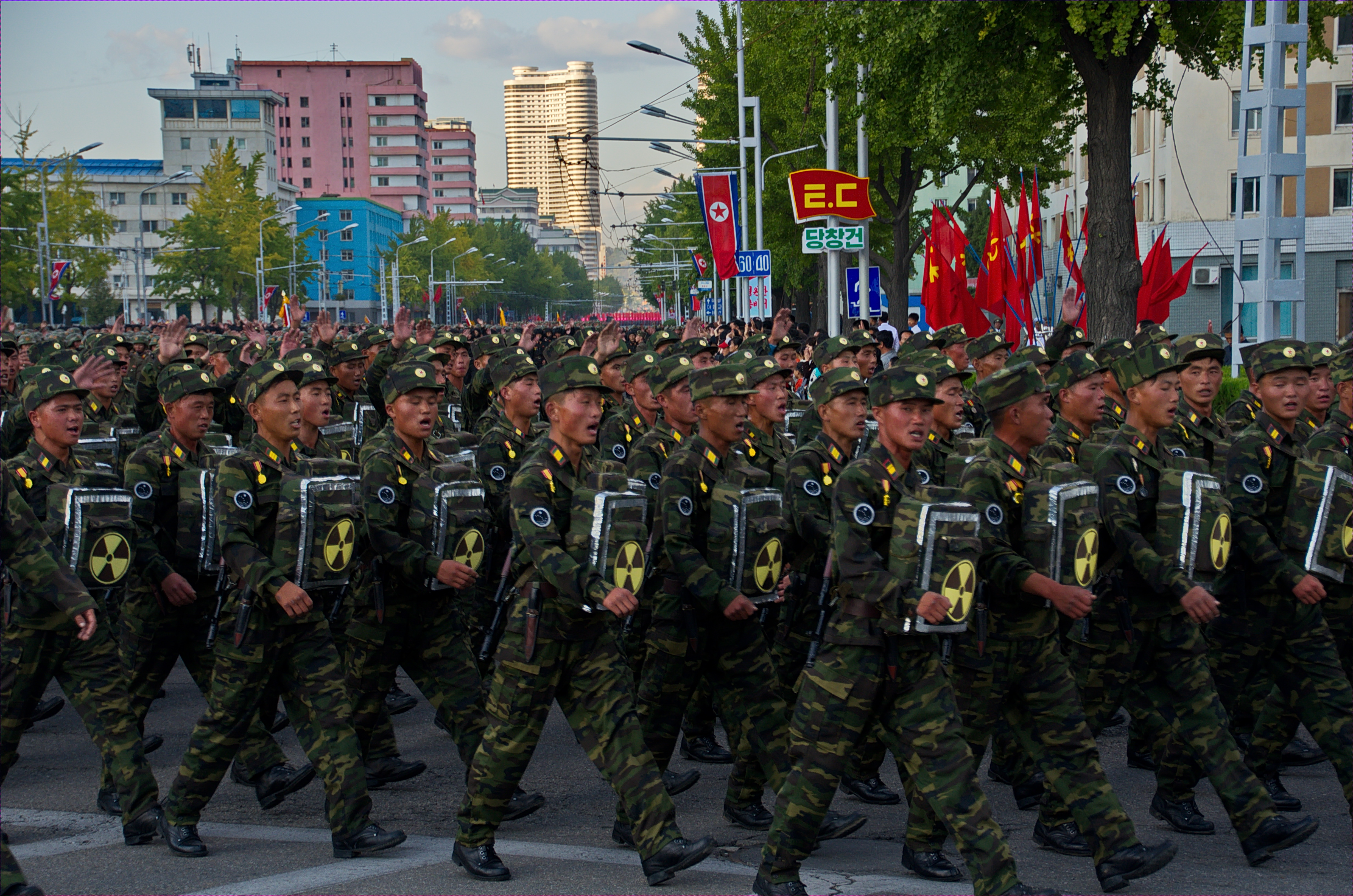
Desfile militar em Pyongyang, em 2015.

Em seu discurso de Ano Novo, em 2 de janeiro de 2017, o líder norte-coreano Kim Jong-un afirmou que o país encontrava-se em "estágio final" de preparação para um teste balístico intercontinental.
Em 3 de maio, a Coreia do Norte emitiu uma crítica à sua aliada República Popular da China, afirmando que "devem entender claramente que o acesso da Coreia do Norte às armas nucleares não pode ser alterado ou abatido" e que o país "jamais pagará pela manutenção de uma amizade com a China arriscando seu programa nuclear, que é precioso como sua própria existência, não importando o quão valiosa seja a amizade". No pronunciamento escrito, o governo norte-coreano também se dirigiu à imprensa chinesa - amplamente controlada pelo governo -, acusando-a de ser influenciada pelos Estados Unidos.
No início de agosto de 2017, o jornal estadunidense Washington Post publicou um relatório da Agência de Inteligência da Defesa assegurando que a Coreia do Norte havia desenvolvido mísseis capazes de alcançar o território contíguo dos Estados Unidos.

### Sanções contra a Coreia do Norte

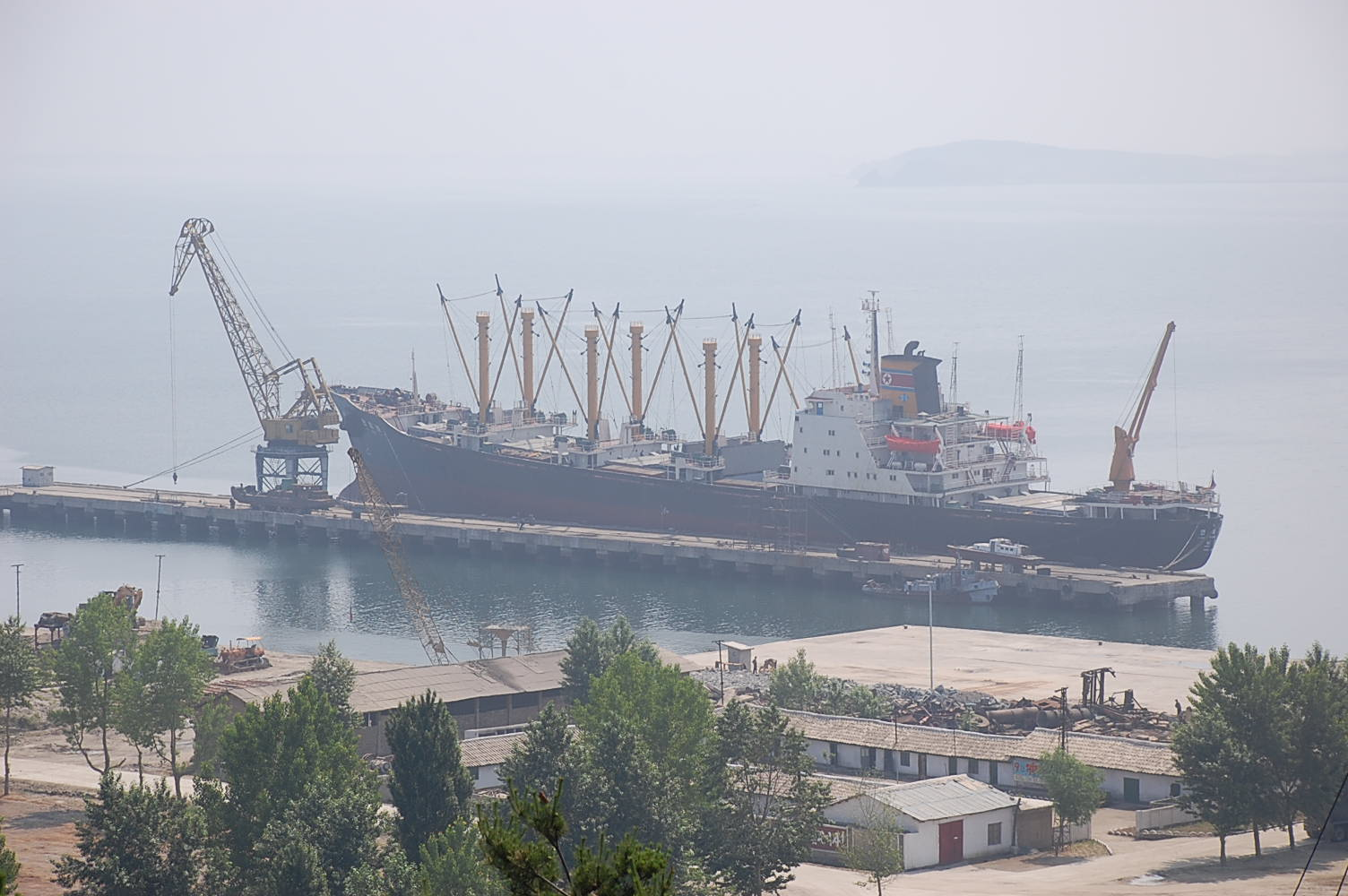
Cargueiro norte-coreano no porto de Nampo.

Desde a realização do primeiro teste nuclear em 2006, o Conselho de Segurança das Nações Unidas têm aprovado uma série de sanções contra a Coreia do Norte, incluindo restrições à atividade econômica do país. Entretanto, o produto interno bruto coreano registrou crescimento de 3,9 por cento em 2016, o equivalente a 28 bilhões de dólares, sendo o maior crescimento em 17 anos. O progresso é atribuído ao comércio constante com a China, responsável por mais de 90% das exportações da Coreia do Norte.
Em fevereiro de 2017, após testes com o míssil Pukkuksong-2, o governo chinês alegou que suas relações comerciais com a Coreia do Norte e as tensões diplomáticas deste país com os Estados Unidos não estão relacionados. Na mesma ocasião, Pequim afirmou seu compromisso com a Resolução 2321 do Conselho de Segurança das Nações Unidas e suspendeu a importação do carvão norte-coreano. Meses mais tarde, o governo chinês voltou atrás da medida e informou que havia ampliado suas relações comerciais com a Coreia do Norte, apesar da sanção sobre o carvão reduzir as importações em mais de 10%.
Em 2017, a Coreia do Norte recebeu diversas sanções do Conselho de Segurança, sendo que as mais recentes foram aprovadas em 22 de dezembro. De acordo com esta última resolução, o país não deverá receber suprimento de combustíveis, enquanto imigrantes norte-coreanos deveriam ser deportados em até 24 meses. A China se opôs às sanções recentes contra a Coreia do Norte, afirmando que tais medidas seriam prejudiciais aos interesses chineses no país.

### Prisão de estadunidenses
O estudante estadunidense Otto Warmbier foi libertado pelo governo norte-coreano em junho de 2017, permanecendo em estado de coma durante mais de 18 meses de prisão. Em 19 de junho, dias após sua libertação e retorno ao país natal, Warmbier morreu sem recobrar consciência. Porta-vozes do governo estadunidense alegaram que a morte do estudante seria resultado de maus tratamentos sofridos durante a prisão na Coreia do Norte. Em julho de 2017, o Secretário de Estado Rex Tillerson implementou uma "restrição geográfica" aos cidadãos estadunidenses de ingressarem no território norte-coreano.

## Prolongamento da crise

### Exercícios militares estadunidenses

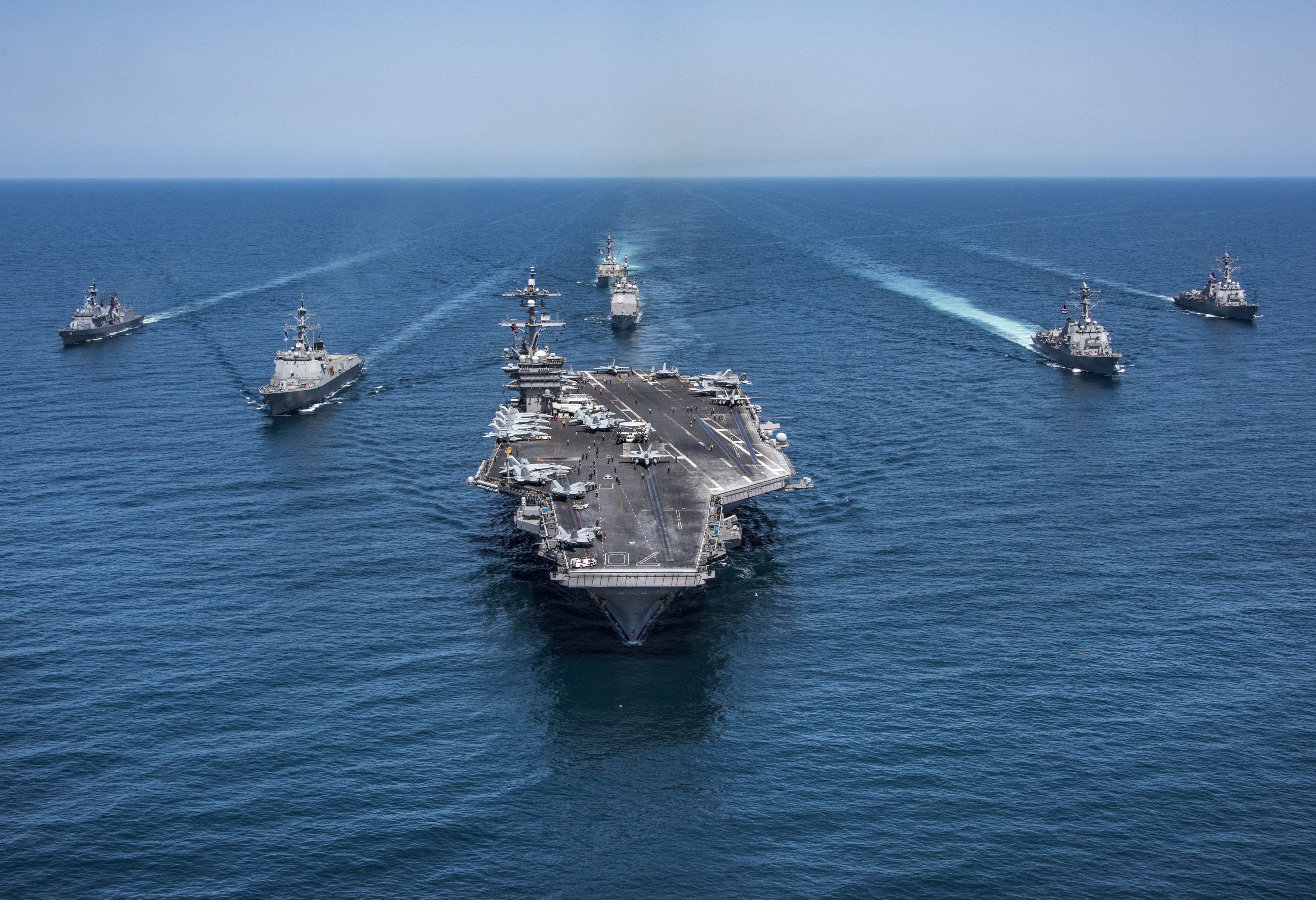
O porta-aviões USS Carl Vinson em exercício conjunto com a Marinha da Coreia do Sul, maio de 2017.

Após o ataque à base militar de Shayrat em resposta ao ataque químico de Khan Shaykhun, os Estados Unidos ampliaram suas tensões diplomáticas com a Coreia do Norte, que interpretou os ataques contra Síria como uma provocação ao seu programa nuclear. Após os testes militares norte-coreanos no porto de Sinpo, em 5 de abril, quatro meses após os testes realizados no Mar do Japão, o Presidente Donald Trump declarou estar "preparado para agir sozinho sobre a ameaça nuclear da Coreia do Norte". Em 9 de abril, a Marinha dos Estados Unidos anunciou o envio de um grupo tático liderado pelo USS Carl Vinson ao Pacífico, porém devido à problemas de comunicação interna do governo norte-americano, o exercício naval foi movido para a Península da Coreia. 
Em 8 de abril, o governo norte-americano desmentiu as alegações de que sua movimentação militar havia sido afetada por problemas de comunicação interna. Em 17 de abril, o vice-embaixador da Coreia do Norte para as Nações Unidas acusou os Estados Unidos de transformarem a Península da Coreia na "zona mais crítica do mundo", enquanto o governo de seu país afirmou "sua prontidão em declarar guerra contra os Estados Unidos se suas forças fossem atacadas". No dia seguinte, o porta-aviões USS Carl Vinson esteve a 3.500 milhas da costa norte-coreana durante uma medida previamente combinada com a Marinha Real Australiana no Oceano Índico. Em 24 de abril, a Força Marítima de Autodefesa do Japão enviou dois destroyers para um exercício militar conjunto com a Marinha norte-americana próximo às Filipinas; em resposta, a Coreia do Norte ameaçou atacar os navios. O USS Carl Vinson esteve estacionado no Mar do Sul da China em 2015 e novamente ao longo de 2017 para manobras de "patrulha". Em abril de 2017, Trump afirmou que haviam chances "dos Estados Unidos entrarem em um conflito aberto com a Coreia do Norte". 

### Testes com oHwasong-14
Em 4 de julho, a Coreia do Norte realizou o primeiro teste aberto de seu míssil Hwasong-14, planejado para coincidir com as celebrações da Independência dos Estados Unidos. O teste teve um alcance alegado de 933 km (580 milhas) adentro do Mar do Japão e atingiu altitude de 2.800 km durante um voo de 39 minutos. Especialistas do governo estadunidense classificaram o lançamento como um passo decisivo de Pyongyang na busca por uma arma que alcance a América. A Coreia do Norte, por sua vez, declarou-se como "uma potência nuclear que possui um dos mais poderosos mísseis balísticos intercontinentais capazes de atingir qualquer parte do mundo". 
No mesmo dia, o comando das Forças Armadas Americanas da Coreia afirmou que a 8ª Armada dos Estados Unidos e a República da Coreia conduziram "exercícios militares combinados" com finalidade de "conter as ações desestabilizadas e ilegais da Coreia do Norte". Durante o treinamento, foram lançados mísseis Hyunmoo e MGM-140 ATACMS. 

### Discurso de Trump às Nações Unidas

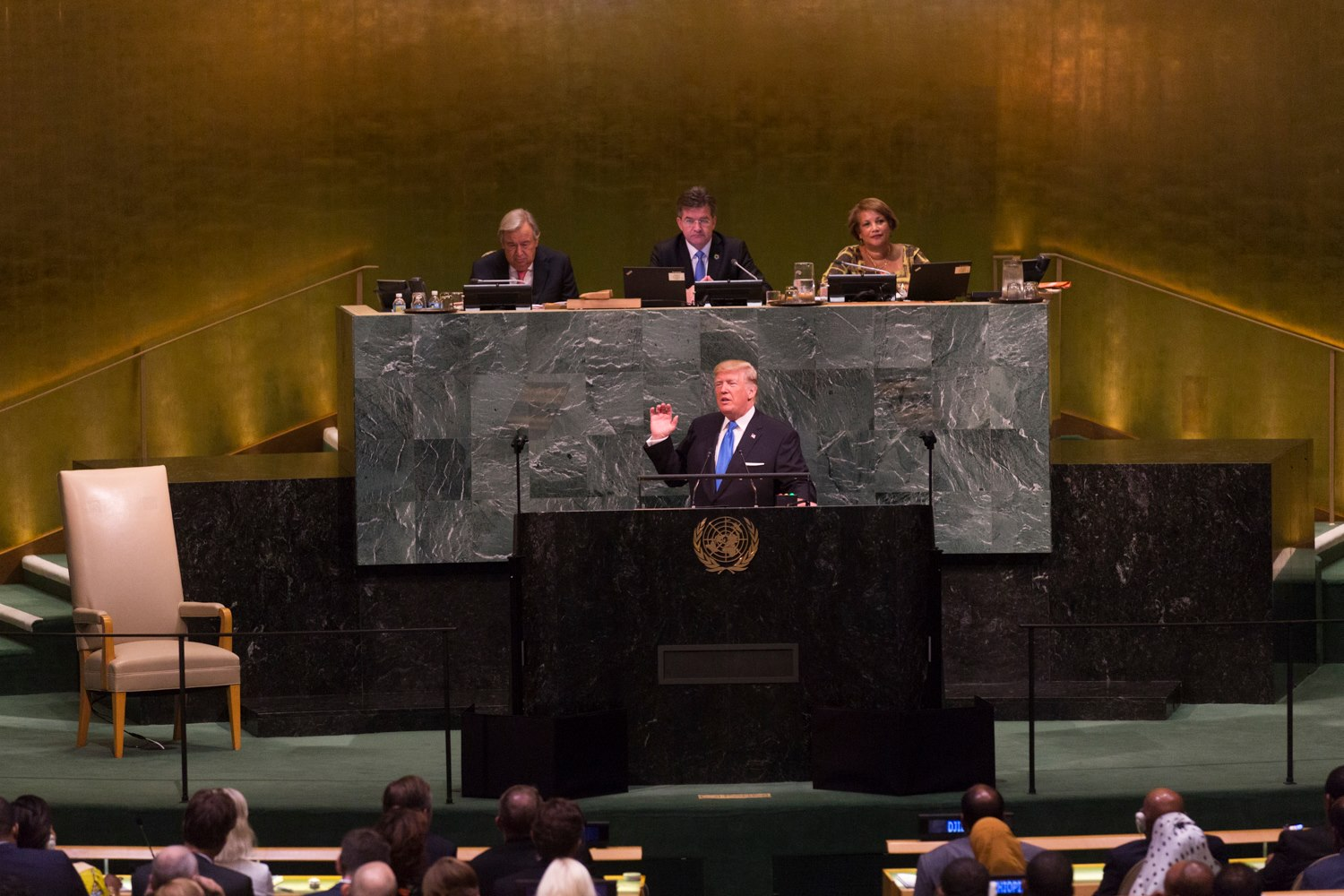
Donald Trump discursando à 72.ª Assembleia Geral das Nações Unidas, em setembro de 2017.

Em 19 de setembro, Donald Trump, realizou seu primeiro discurso à Assembleia Geral das Nações Unidas, declarando que "se forem forçados a se defender ou a defender seus aliados, não teremos outra escolha a não ser destruir totalmente a Coreia do Norte. O homem do foguete está em missão suicida contra si mesmo e seu regime. Os Estados Unidos estão preparados, dispostos e capazes, mas esperançosos de que isso não seja necessário." Ainda, sem mencionar de maneira específica, Trump criticou a China por manter relações diplomáticas com a Coreia do Norte, chamando de "abuso que algumas outras nações não somente comercializem com tal regime, como também iriam armá-lo, supri-lo e apoiar financeiramente um país que arrisca o mundo em um conflito nuclear".
No dia seguinte ao discurso, Trump assinou uma ordem executiva que intensificou as sanções contra a Coreia do Norte: o Departamento do Tesouro foi autorizado a investigar empresas e instituições financeiras com investimentos no país asiático, por exemplo. Sobre a ordem executiva, o Secretário do Tesouro Steven Mnuchin disse que "instituições financeiras estrangeiras estão agora alertadas de que podem escolher negociar com os Estados Unidos ou a Coreia do Norte, mas não com ambos."

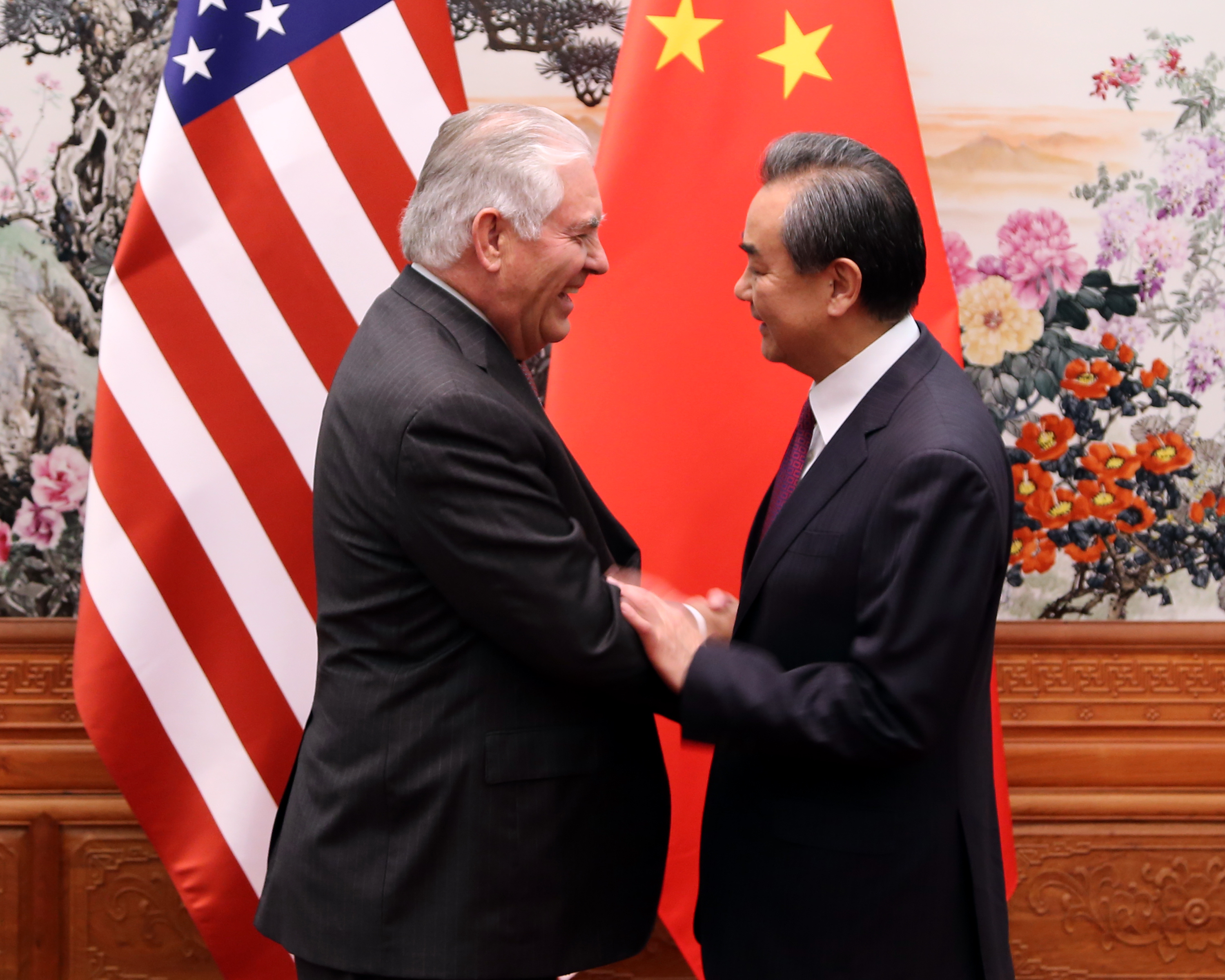
Durante sua viagem à China em 2017, o Secretário de Estado Rex Tillerson anunciou possíveis negociações com a Coreia do Norte.

Em 21 de setembro, respondendo diretamente ao discurso pela primeira vez, o líder norte-coreano Kim Jong-un classificou Donald Trump como "um perturbado mental americano" e conclamou "o mais alto nível de contra-medidas na história". Seu ministro do exterior, Ri Yong-ho, referiu-se a Trump como "um cachorro latindo" e destacou que a Coreia do Norte poderia estar considerando o maior teste com bombas de hidrogênio já realizado no Oceano Pacífico, que constituiria o primeiro teste nuclear atmosférico desde 1980.
Em 25 de setembro, Ri Yong-Ho acusou de Trump de declarar guerra contra seu país, referindo-se a uma publicação recente do presidente estadunidense que dizia que "a Coreia do Norte não irá muito longe". A Casa Branca respondeu às acusações esclarecendo que o comentário não descrevia uma declaração de guerra. 
Em 30 de setembro, o Secretário de Estado Rex Tillerson afirmou, durante uma viagem à China, que os Estados Unidos e a Coreia do Norte estavam em "contato direto". "Nós temos linhas de comunicação com Pyongyang, não estamos em estado de obscuridade". Tillerson acrescentou que os Estados Unidos buscam a possibilidade de negociações diretas. Entretanto, no dia seguinte, Trump publicou diversas mensagens em suas redes sociais que pareciam ir contra as declarações do Departamento de Estado, afirmando que Tillerson estava "perdendo tempo tentando negociar com a Coreia do Norte" e que seu governo faria "o que precisa ser feito". 